# Front patriotique Manuel Rodríguez
Pour les articles homonymes, voir Manuel Rodríguez et Rodríguez.
 (avril 2021).
Si vous disposez d'ouvrages ou d'articles de référence ou si vous connaissez des sites web de qualité traitant du thème abordé ici, merci de compléter l'article en donnant les références utiles à sa vérifiabilité et en les liant à la section « Notes et références ».
Le Front patriotique Manuel Rodríguez (espagnol : Frente Patriótico Manuel Rodríguez) était un groupe armé marxiste-léniniste chilien qui lutta contre le régime d'Augusto Pinochet. Le groupe aurait eu de 1 500 à plus de 4 000 militants.

## Histoire
Après le coup d'État mené par le général Augusto Pinochet contre le président socialiste Salvador Allende le 11 septembre 1973, le Parti communiste du Chili (PCC) est entré dans un processus de critique interne pour l'absence d'une politique militaire efficace, qui a conduit à une révision de son action politique dans la nouvelle étape qui a été ouverte avec la mise en place du régime militaire. Le PCC - avec le soutien logistique et économique de pays comme Cuba, et l'Union soviétique, la Bulgarie et l'Allemagne de l'Est - a conclu que la voie armée était une option légitime pour mettre fin à la dictature, et en 1974 l'idée de créer le FPMR, qui deviendrait sa branche armée. Cependant, il faudrait près d'une décennie avant de commencer à agir.
Des membres du FPMR prennent part en 1979 à la révolution sandiniste au Nicaragua. Certains resteront dans le pays et s'engageront ensuite dans les Bataillons de lutte irrégulière pour résister aux contras.
En septembre 1980, le secrétaire général du PCC, Luis Corvalán, déclarait de son exil en URSS que "la rébellion populaire contre la tyrannie de Pinochet est légitime", ce qui justifiait la lutte armée pour mettre fin au régime et il y a eu le début formel de la politique de rébellion de masse populaire qui a donné naissance au FPMR. Guillermo Teillier - qui remplacera Gladys Marín en 2002 au secrétariat général du PCC et en 2005, à la mort de ce dernier, à la présidence - a été nommé chef de la commission militaire et a supervisé les actions du FPMR.
Après une longue période de guérilla et d'éducation politique à Cuba et dans d'autres pays d'Amérique centrale, le FPMR a commencé ses activités le 14 décembre 1983 lors d'une réunion dans la ville de Manuel Rodríguez de Curicó, où a été organisée la panne d'électricité qui a affecté la zone centrale du Chili. 
Afin de parvenir à la chute du régime de Pinochet, le Front a introduit des modalités de guérilla systématiques inconnues dans l'histoire chilienne et des tactiques telles que les enlèvements et les voitures piégées. Il avait une structure rigide composée de collaborateurs, de conseillers, de militants, de chefs de détachement, de chefs de zone et de commandants, dont la plupart sélectionnaient des cadres de la Jeunesse communiste du Chili et des enfants de militants de gauche en exil. Raúl Pellegrin a émergé parmi ceux qui, formés militairement à Cuba et avec la pratique de la guérilla au Nicaragua, sont entrés clandestinement dans le pays au milieu de 1983 pour devenir le principal cerveau politique et militaire de l'organisation adoptant le nom de guerre du commandant José Miguel. 

## Actions du FPMR
La première action d'incidence nationale du FPMR fut l'enlèvement du journaliste de droite et rédacteur en chef adjoint du journal La Nación, Sebastiano Bertolone Galletti, en décembre 1984. 
Entre décembre 1983 et octobre 1984, le FPMR a mené 1889 actions déstabilisatrices, certaines d'entre elles beaucoup plus importantes que celles menées auparavant par le militantisme communiste. Au total, le FPMR a effectué 1138 attaques avec des explosifs, 229 sabotages, 163 assauts par la force armée, 36 attaques sélectives et 47 sabotages majeurs. 

### 1986: l'année décisive
Le FPMR agissait comme une entité autonome du communisme chilien, tandis que le parti continuait à se battre politiquement contre Pinochet. Cette autonomie lui a permis d'obtenir son propre financement et des liens directs avec Cuba. Selon certains, en 1986, l'année où il a réalisé son plus grand équipement et que le Front considérait comme décisif dans la lutte contre la dictature chilienne, il comptait quatre mille membres et sympathisants, par rapport aux mille ou deux mille qu'il avait trois ans auparavant. Cependant, selon des sources américaines, le FPMR n'aurait jamais eu plus de cinquante ou cent combattants armés. D'autres donnent des chiffres dix fois plus grands. 

#### Transfert d'armes de Carrizal Bajo
En mai 1986, le FPMR a mené l'opération de transfert des armes de Carrizal Bajo au cours de laquelle des hommes des troupes spéciales cubaines ont remis en haute mer le premier des trois stocks envoyés par le régime de Fidel Castro. Dans la Nortina Caleta de Carrizal Bajo, ils ont stocké 80 tonnes d'armement dont la valeur était d'environ 30 millions de dollars. 
En dépit de la grande quantité de matériel entré, une chaîne d'erreurs commises par les FPMR a permis aux forces de sécurité de Pinochet de découvrir au début d'août de cette année 90 pour cent des armes débarquées.

#### Opération Siglo XX: attaque contre Augusto Pinochet
L'action décisive de 1986, qui déciderait du triomphe ou de l'échec du FPMR dans sa lutte armée, a commencé à être planifiée depuis la fin de 1984.
L'opération Siglo XX, dont l'objectif était d'éliminer le général Augusto Pinochet, a été réalisée le 7 septembre 1986 avec les armes de Carrizal Bajo qui ont été distribuées avant que le Centre National d'Information (CNI) découvre le stock envoyé par les Cubains. Ce jour-là, et pendant que Pinochet allait de son lieu de repos dans la ville d'El Melocotón à Santiago, le Front a attaqué sa voiture et son entourage. L'opération a été menée par José Joaquín Valenzuela Levi, commandant Ernesto (Bernardo pour l'opération) et Cecilia Magni, commandant Tamara, qui ont agi en deux groupes : Bernardo dans la zone de combat et Tamara dans la logistique, l'approvisionnement et la planification.
Le convoi - précédé par deux motocyclistes des carabiniers du Chili, était composé de cinq véhicules de sécurité : le premier, une voiture de patrouille Chevrolet Opala Sans Bouclier de Carabineros, le second une Mercedes-Benz blindée, le troisième un véhicule du CNI, un quatrième véhicule blindé Mercedes-Benz et un cinquième véhicule, un pick-up Ford avec des commandos de l'armée chilienne qui a fermé l'entourage - a été attaqué par une vingtaine de militants armées de fusils M16 et de lance- roquettes M72 LAW. Cependant, Pinochet (qui voyageait dans l'une des voitures blindées) a survécu presque indemne à l'attaque, en raison de défaillances opérationnelles et de la planification des fronts et grâce à l'habileté du pilote présidentiel, qui a réussi à s'échapper très rapidement. 
Lors de l'attaque, cinq membres de l'escorte présidentielle sont morts, alors que Pinochet n'a subi que des blessures mineures sur l'une de ses mains.
Les enquêtes après l'opération Frentista ont montré que le général a survécu grâce à la fusée qui rebondit sur le toit de la voiture et n'a pas eu d'impact total sur le corps.  Ils ont également révélé de graves erreurs commises par le CNI, ce qui a facilité la fuite des guérilleros. En outre, le procureur militaire Fernando Torres Silva, malgré les interrogatoires sous la torture auxquels ont été soumis les quelques détenus, n'a pas pu établir qui était réellement le commandant de l'attaque et l'a attribué à César Bunster - fils de l'avocat Álvaro Bunster, ambassadeur au Royaume-Uni pendant le gouvernement de Salvador Allende -, ce qui aurait facilité la location des bâtiments et des automobiles de l'opération. 
Actuellement, il n'y a pas de détenus pour cet attentat, certains de ceux qui ont été emprisonnés se sont échappés de la prison publique de 1990 et d'autres ont été graciés par le président Patricio Aylwin en 1994.

### Séparation du Parti communiste et division du FPMR
L'échec de l'internement des armes de Carrizal Bajo et de l'opération Siglo XX a été le déclencheur de la prise de distance du PCC par le PCC, organisations qui avaient déjà des divergences stratégiques : en 1987, avec Pinochet toujours au pouvoir et après avoir prouvé l'année précédente il n'avait pas été "décisif" pour la fin de la dictature, a changé sa ligne en pariant sur une sortie politique et non armée, pour laquelle la rébellion populaire a été écartée et le FPMR était un instrument mineur du parti et les "commandants" historiques qui n'ont pas été tués se sont séparés du parti pour continuer à fonctionner de manière autonome. Luis Corvalán se rappellerait plus tard : « Je ne dirais pas que le Front a échoué, cela a contribué à déstabiliser le régime, je n'ai rencontré Pellegrin qu'une seule fois, au moment de la scission. Gladys et Teillier étaient là. Nous avons essayé de le convaincre de ne pas poursuivre dans cette voie, nous n'avons pas réussi ».
En outre, le pouvoir logistique des "rodrigistas" a été diminué par la répression qui a suivi l'attaque contre Pinochet, dans laquelle d'importants membres de la FPMR ont perdu la vie et dans laquelle l'opération Albanie s'est distinguée, également connue sous le nom de Corpus Christi Massacre. Dans cette action vindicative du régime militaire, menée le 15 juin 1987 par plus de 50 agents du CNI, 12 militant(e)s ont été tuées dans plusieurs opérations que le gouvernement a présentées comme des "confrontations", mais qui, comme le démontre le système judiciaire, étaient de simples meurtres.
Pour Pellegrin, les solutions adoptées impliquaient que « le Parti abandonne le travail militaire » ; la rupture est scellée avec la création du FPMR / Autónomo à laquelle adhèrent d'autres commandants entraînés à Cuba, comme Vasily Carrilo et Galvarino Apablaza. Le FPMR a subi une division interne causée par un appel du PCC à dissoudre l'organisation paramilitaire, dans laquelle il a ordonné à ses membres d'abandonner la lutte armée pour se réorganiser en un groupe non-violent. En conséquence, une partie des Frontistes a déposé les armes et est devenu le Mouvement Patriotique Manuel Rodríguez sous la direction du PC, un groupe qui s'est ensuite dissocié de ce parti.
En septembre de cette année, les "FPMR autonomes" ont mené plusieurs opérations contre des hauts fonctionnaires de la dictature, comme l'enlèvement de Carlos Carreño, colonel de la FAMAE, ou la tentative ratée contre le procureur Torres, en mai 1988. 
Ils ont également lancé la soi-disant guerre patriotique nationale, avec laquelle ils ont voulu réaliser le soulèvement des masses contre le régime de Pinochet. Dans cette phase, le chef du groupe, Raúl Pellegrin, a perdu la vie : après la capture, fin octobre 1988, de la ville de Los Queñes, dans la septième région, les militants se sont repliés et certains ont été arrêtés ; il est supposé que Pellegrin, avec Cecilia Magni, est tombé entre les mains des forces répressives le 27 et leurs corps sont apparus le 30 sur la rivière Tinguiririca. Le FPMR / Autónomo a conclu que ce dur revers avait été le résultat d'une trahison de Luis Eduardo Arriagada Toro (alias Bigote), qui a ensuite été exécuté. 
Le commandement du Front a été assumé par Galvarino Apablaza, commandant Salvador, secondé par Enrique Villanueva (commandant Eduardo) et Roberto Nordenflycht. À la mort de ce dernier, Mauricio Hernández (Ramiro), prend sa place et en 1989, avant les élections présidentielles de cette année-là , Sergio Buschmann déclarait en Espagne que le FPMR continuerait d'armes puisque le probable candidat Patricio Aylwin était "l'un des responsables du coup militaire chilien". 

## Retour à la démocratie
Avec l'arrivée de la démocratie au Chili en mars 1990, le Front a considérablement réduit l'intensité de ses actions. Cependant, pendant les premières années de la présidence de Patricio Aylwin, il a continué à mener des actions, parmi lesquelles l'assassinat du sénateur Jaime Guzmán Errázuriz le 1er avril 1991. En France, le jeudi 15 février 2018, Ricardo Palma Salamanca a été arrêté à Paris à la suite d'une « notice rouge » émise par Interpol Chili, qui a requis son arrestation à la police française pour l’extrader et le livrer à la justice chilienne. Condamné par la justice chilienne à une double peine d’incarcération à perpétuité en 1992, Ricardo Palma, qui, en tant que prisonnier politique, il y a 22 ans s’était évadé en hélicoptère de la prison de haute sécurité de Santiago en 1996. Il vivait en France avec la permission des autorités de ce pays depuis 2017, où il est entré légalement. Après l’arrestation, la justice française a décidé de le mettre en liberté surveillée. 
Selon Mauricio Hernández, le commandant Ramiro, après ce crime l'aide économique de l'étranger a été interrompue, ce qui les a amenés à enlever le fils du propriétaire d'El Mercurio Agustín Edwards le 9 septembre 1991. José Miguel Insulza précise que "lorsque la démocratie est revenue au Chili, il y a eu une déclaration de Cuba où il ne continuerait pas à soutenir le Front." 
Après le meurtre de Guzmán, le gouvernement a organisé une unité de renseignement (appelée le Bureau) pour combattre les groupes subversifs qui, en 1992, ont réussi à arrêter les personnes impliquées dans l'enlèvement d'Edwards avec l'aide d'anciens chefs de file comme Agdalín Valenzuela. Battu, le Front n'a pas exécuté d'actions pendant plusieurs années, mais a exécuté Valenzuela en 1995. 
Le 30 décembre 1996, les militants Ricardo Palma Salamanque, Pablo Muñoz Hoffmann, Mauricio Hernandez et Patricio Ortiz Montenegro, se sont échappées de la prison de haute sécurité de Santiago, en utilisant un hélicoptère. Ils ont été reconnus coupables de plusieurs crimes, dont certains se sont produits dans une démocratie. Cette action s'appelait Operation Flight of Justice.
En 1999, le Département d'État américain a retiré le FPMR / Autónomo de sa liste d'organisations terroristes en raison de la cessation de ses activités. 

## Réorganisation et premier Congrès du FPMR
Plusieurs membres du Front qui ont abandonné la lutte armée ont mené à bien leur réorganisation sur plusieurs années appelée le processus de discussion interne (IDP), qui a conduit au premier congrès, tenu en 2003. Ses lignes directrices ont donné vie à une activité publique du FPMR, dont les porte-parole ont rencontré divers médias chiliens, tels que le journal La Nación et le magazine Punto Final. L'un d'entre eux a même participé en tant que panéliste au programme télévisé de discussion politique et de nouvelles The Thermometer. Bien que les chefs de file aient prétendu rejeter la voie électorale, rejeter l'utilisation des instruments institutionnels et ne pas vouloir s'introduire dans le système politique, il n'y a pas eu d'actions militaires ou subversives. 
Le 27 octobre 2006, le FPMR a organisé à Santiago du Chili la réunion internationale Projections de la Lutte Révolutionnaire en Amérique Latine et suscité la controverse en raison de la participation de groupes considérés comme des terroristes. Plusieurs partis politiques dans le pays ont exhorté le gouvernement de Michelle Bachelet à ne pas autoriser la réunion, mais n'a pas réussi à l'empêcher. 30 organisations se sont rencontrées à cette occasion, il y avait notamment le Mouvement Révolutionnaire Túpac Amaru, les Forces Armées Révolutionnaires de Colombie, l'Armée de Libération Nationale de ce pays, le Coordinateur Indigène Bolivien Pachakuti, le Mouvement Patriotique, Quebracho révolutionnaire, Fogoneros et le Parti libre d'Uruguay, l'Utopie révolutionnaire du Venezuela, l'Armée populaire de Colombie, le Parti communiste marxiste léniniste d'Équateur et divers groupes sud-américains de revendication indigéniste. En 2010, un deuxième congrès a été tenu.